# Zoe Gillings
Zoe Gillings est une snowboardeuse britannique née le 14 juin 1985 sur l'île de Man. Elle a participé à quatre éditions des Jeux olympiques d'hiver en 2006, 2010, 2014 et 2018 à chaque fois en snowboardcross.

## Palmarès

### Jeux olympiques
En 2006 à Turin, elle s'est arrêtée en quart de finale, prenant la quinzième place du cross. En 2010 à Vancouver, elle améliore cette performance, prenant la huitième place finale. En 2014 à Sotchi, elle atteint de nouveau les demi-finales et se classe neuvième. Elle est éliminée en quarts de finale en 2018.

### Championnats du monde
Elle compte cinq participations aux Championnats du monde entre 2005 et 2011, obtenant comme meilleur résultat une septième place en 2011 à La Molina.

### Coupe du monde
- Meilleur classement général : 13e en 2009.
- Meilleur classement en snowboardcross : 4e en 2005.
- Elle est montée à sept reprises sur le podium en Coupe du monde dont une fois sur la plus haute marche à Valle Nevado en septembre 2004.